# Shōtarō Ikenami
Shōtarō Ikenami (Asakusa, 25 gennaio 1923 – Chiyoda, 3 maggio 1990) è stato uno scrittore giapponese vincitore del Premio Naoki nel 1960.
Ikenami ha scritto diverse opere, tra cui:
- Sakuran (1960)
- la serie Onihei hankachō (1967)
- Kenkaku shōbai (1972)
- Kimokiri Nizaemon (1972)
- Koroshi no yonin, shikakenin Fujieda Baian (1972)
- Sanada Taiheiki (1974)
- Yami no kariudo (1979)